# Donna Lewis
Donna Lewis (* 6. srpna 1973) je velšská zpěvačka, hráčka na klávesové nástroje, hudební producentka a skladatelka. Nejznámější je její hit z roku 1996 „I Love You Always Forever“, který v mnoha zemích vyšplhal na vrchol hitparád. Narodila se v Cardiffu a ve svých šesti letech začala hrát na klavír. Její otec byl rovněž hudebník. Studovala na Royal Welsh College of Music & Drama, kde se specializovala na klasickou kompozici pro klavír a flétnu. V roce 1996 podepsala smlouvu s americkým hudebním vydavatelstvím Atlantic Records a téhož roku vydala své debutové album nazvané Now in a Minute. Stejná společnost vydala i její druhé album, o dva roky později vydané Blue Planet. S třetím albem pak přešla k vydavatelství Peruzzi Music, které vydalo i její další desku. Své páté album vydala u společnosti Palmetto Records.

## Diskografie
- Now in a Minute (1996)
- Blue Planet (1998)
- Be Still (2002)
- In the Pink (2008)
- Brand New Day (2015)